# Quassia africana
Quassia africana là một loài thực vật có hoa trong họ Thanh thất. Loài này được (Baill.) Baill. miêu tả khoa học đầu tiên năm 1867.